# ZOTTO
ZOTTO (сокр. от англ. Zotino Tall Tower Observation Facility), Научная обсерватория «Станция высотной мачты» — научная станция вблизи села Зотино Красноярского края, предназначенная для мониторинга парниковых газов в приземных слоях атмосферы сибирских лесов.
Центральным элементом станции является металлическая мачта высотой 304 метра с установленными на ней метеорологическими приборами. Кроме того, мачта используется для анализа образцов воздуха с различных высот, который поступает по трубопроводам в лабораторный бункер. Финансирование строительства и приобретение приборов обеспечивала Германия. Результатом работы ZOTTO стало утверждение, что сибирские леса поглощают только одну шестую промышленных выбросов Европы. Это утверждение имеет прагматичные последствия, так как одни страны могут покупать квоты на выбросы у других.
Станция начала работу в конце сентября 2006 года в результате совместного проекта Международного научно-технического центра (МНТЦ), немецкого Общества Макса Планка и Российской академии наук. Непосредственными исполнителями проекта являются Институт леса имени В. Н. Сукачёва СО РАН (Красноярск), Институт биогеохимии Общества Макса Планка (Йена, Германия), Институт химии Общества Макса Планка (Майнц, Германия), Институт тропосферных исследований (Лейпциг, Германия) и Институт физики атмосферы имени А. М. Обухова РАН (Москва). Проект рассчитан на 30 лет.